# Olympische Winterspiele 1932/Teilnehmer (Italien)
| Gelbes Symbol für Goldmedaillen mit stilisierten Olympischen Ringen | Graues Symbol für Silbermedaillen mit stilisierten Olympischen Ringen | Braundes Symbol für Bronzemedaillen mit stilisierten Olympischen Ringen |
| ------------------------------------------------------------------- | --------------------------------------------------------------------- | ----------------------------------------------------------------------- |
| —                                                                   | —                                                                     | —                                                                       |

Italien nahm an den III. Olympischen Winterspielen 1932 in Lake Placid mit einer Delegation von zwölf Athleten in vier Disziplinen teil, allesamt Männer. Ein Medaillengewinn gelang keinem der Athleten. Fahnenträger bei der Eröffnungsfeier war Erminio Sertorelli.

## Teilnehmer nach Sportarten

### Bob
Männer, Zweier
- Teofilo Rossi di Montelera, Italo Casini
6. Platz (8:36,33 min)
- Agostino Lanfranchi, Gaetano Lanfranchi
8. Platz (8:50,66 min)

Männer, Vierer
- Teofilo Rossi di Montelera, Agostino Lanfranchi, Gaetano Lanfranchi, Italo Casini
5. Platz (8:24,21 min)

### Nordische Kombination
- Ino Dallagio
Einzel: 17. Platz (346,0)
- Severino Menardi
Einzel: 21. Platz (332,7)
- Ernesto Zardini
Einzel: 12. Platz (362,2)

### Skilanglauf
Männer
- Severino Menardi
18 km: 34. Platz (1:43:04 h)
- Gino Soldà
18 km: 26. Platz (1:39:43 h)
- Andrea Vuerich
18 km: 25. Platz (1:38:42 h)
- Francesco Dezulian
50 km: Rennen nicht beendet
- Giovanni Delago
50 km: Rennen nicht beendet
- Erminio Sertorelli
50 km: 12. Platz (4:59:00 h)

### Skispringen
- Ino Dallagio
Normalschanze: 16. Platz (194,9)
- Severino Menardi
Normalschanze: 27. Platz (161,6)
- Ernesto Zardini
Normalschanze: 14. Platz (196,7)